# 마린 오르슐리치
마린 오르슐리치(크로아티아어: Marin Oršulić, 1987년 8월 25일 ~ )는 크로아티아의 축구 수비수이다.